# Tréban
Tréban település Franciaországban, Tarn megyében. Lakosainak száma 58 fő (2022. január 1.). Tréban Saint-Just-sur-Viaur, Lacapelle-Pinet, Lédas-et-Penthiès, Montauriol és Tanus községekkel határos.

## Népesség
A település népessége az elmúlt években az alábbi módon változott:
| Lakosok száma | 45   | 48   | 46   | 45   | 48   | 52   | 56   | 57   | 58   |
|               | 2013 | 2015 | 2016 | 2017 | 2018 | 2019 | 2020 | 2021 | 2022 |